# Pansificació

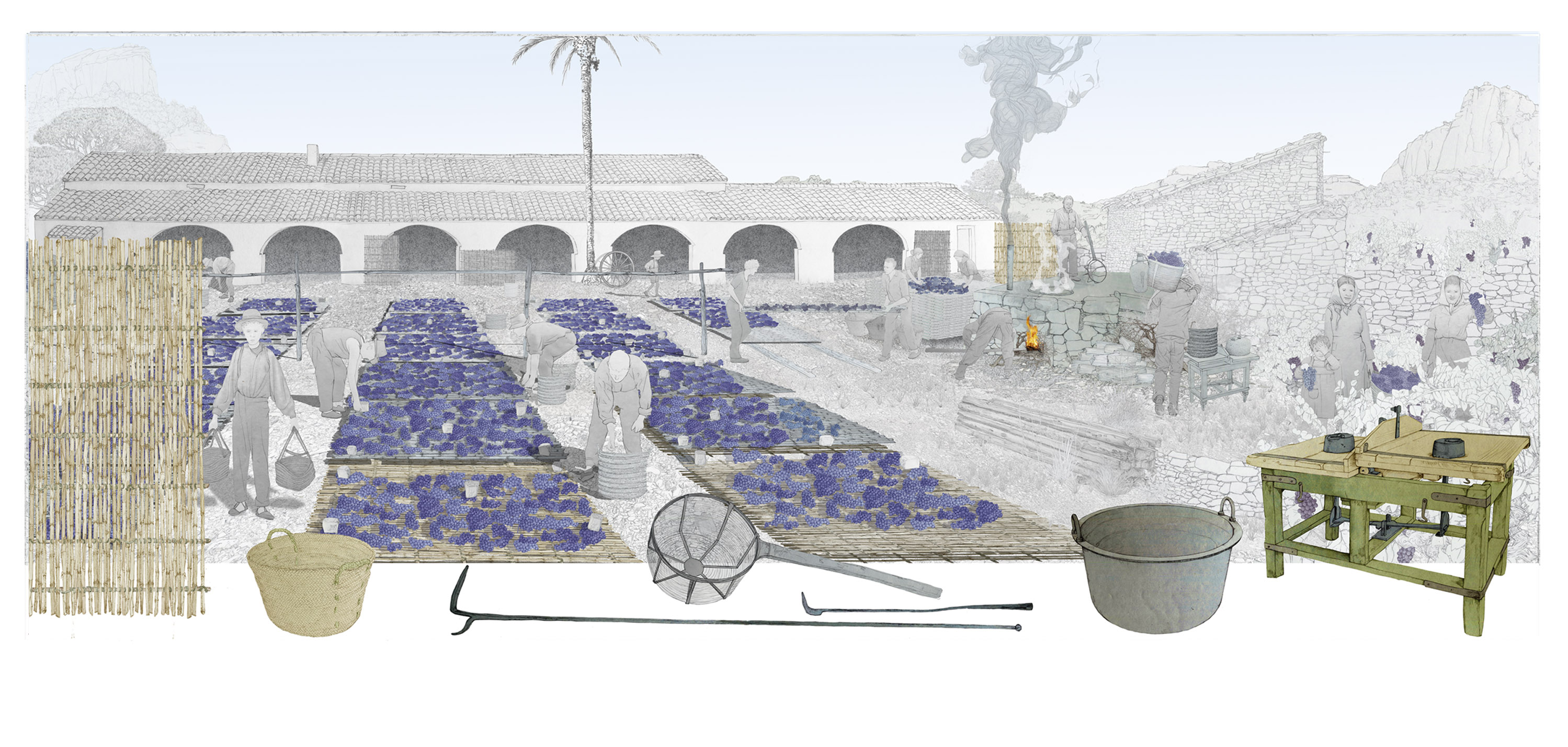
Procés de treball en l'elaboració de la pansa. Museu Valencià d'Etnologia.

La pansificació és el procés pel qual el raïm obté la concentració màxima de sucres a causa de la deshidratació de la pansa. El mot "pansa" prové del participi del verb llatí "pando", que significa "estendre" (en aquest cas, estendre al sol).

## Procediment
La pansificació és una tècnica coneguda des de l'Antiguitat. La humitat, i també la pluja, constitueixen el principal risc per a l'elaboració de la pansa. Són un perill constant que amenaça de fer malbé tota la producció i que el llaurador sempre ha sabut valorar: una campanya plujosa o excessivament humida minvarà la producció per l'efecte del podriment mentre que un temps assolellat la beneficiarà. El raïm necessita sol i aire per poder transformar-se en pansa, i l'aigua és un element danyós en aquest procés.

## Productes derivats
Es fan vins amb pansificació, coneguts com a «vins dolços». Un altre tipus de pansificació és la provocada pel fong conegut com a Botrytis cinerea, que ataca el raïm i fa que el sucre es concentri, ja que cobreix els grans de raïm, tapant-los del sol i n'augmenta la concentració de sucre dins l'aigua. Normalment es fa servir aquest procés per a vins alemanys, com per exemple el Trokenbeerenauslesse i Beerenauslesse.

## Procés
Davant del riurau s'estén el sequer, que és la superfície on es seca la fruita i on també es trilla el blat, i prop d'este es troba el fornet d'escaldar. El fornet consisteix en una cavitat que mesura un metre quadrat aproximadament, de forma cilíndrica i amb parets fetes amb pedra de tap unides amb fang. S'aprofiten els desnivell de la terra per a situar els fornets, i a la seua part superior s'hi acobla la calderaon s'escalda el raïm.
Per a fer l'escaldat es realitza el deslleixiu, que es prepara dins del cossi, receptacle de forma troncocónica fet de terrissa, on es posa cendra, calç i aigua, deixats reposar junts durant dos dies. Modernament, però, la sosa càustica ha substituït al lleixiu casolà. Una vegada realitzat el lleixiu, s'afegeix més aigua a la caldera i es posa al foc, i quan ja bull s'hi introdueix durant un moment unes branques de botja rossa o herba pansera, serveixen per a acolorir la fruita pansida.
L'elaboració de la pansa és una activitat col·lectiva que reuneix a familiars i veins. Els treballs a realitzar són diversos i quasi simultanis, reservant diferents tasques per a cada membre de la família. Així, els hòmens escalden el raïm, les dones escampen els canyissos plens del raïm escaldat, i els xiquets col·loquen els pilons, cinc o sis en cada canyís, per poder-los empilar quan desaparega el sol.
Els propietaris, que tenen gran quantitat de raïm, lloguen hómens, anomenats panseros, que realitzen l'activitat a canvi d'un jornal i l'esmorzar. El pansero te per obligació, a més d'escaldar el raïm, tindre'n cura durant la nit per si plou. En els altres casos, és el llaurador el que realitza, amb l'ajuda de la seua família i també dels veïns, totes les operacions d'esta complexa elaboració.
És normal que els veïns es coordinen en les dates per a l'elaboració de la pansa, de manera que quan un veí acaba d'escaldar la seua i té els canyissos estesos al sequer, es comença a escaldar el raïm del veí del costat. En cas de mal oratge, cadascú acudeix al seu sequer, on hi ha la pansa, per a empilar-la i protegir-la amb els bous.
El dia fixat per a l'inici de l'activitat, ja solen estar els canyissos preparats al costat del forn d'escaldar, i els cabassos plens de raïm. De bon matí, en començar a clarejar el dia, l'home encén el fornet i posa l'aigua a la caldera; després s'hi afegeix el lleixiu, que al principi és molt fort, i quan l'aigua ja esta bullint, s'introdueix uns segons l'herba pansera. El raim s'aboca a la cassa, un instrument de metall a manera de sedàs i proveït d'un mànec llarg, utilitzat per a traure líquids. El treballador aguanta uns segons la cassa plena de raïm dins de la caldera. Quan es trau la primera cassa, es comprova si l'aigua té prou lleixiu, calculant a partir de com quede de tallat el raïm. Si no ha tallat prou, s'afegeix més lleixiu, i si ha tallat massa, s'hi posa aigua. El pansero aboca després la cassa de raïm escaldat sobre un canyís, i dos hòmens o dones el porten al sequer, on altres dones l'escampen. Posteriorment, els xiquets col·loquen els pilons de fusta de figuera, un a cada extrem i un o dos al centre.
A partir del moment que el raïm comença a secar-se i transformar-se en pansa, la família vetla perquè no es faça malbé, ja que l'economia familiar depenia d'esta activitat. Si de nit el cel esta ras, es deixen estesos els canyissos al sequer, i si cau rosada o humitat, es protegeixen amb els bous, unes lones que descansen damunt d'una especie de cavallets de bastons o de canyes clavades aterra, i que va unit amb d'altres similars. Els llauradors que no disposaven de bous tapaven els canyissos amb un canyís buit.
En cas que el cel estiga nuvolat i hi haja perill de pluja, els canyissos plens de pansa s'empilen en el riurau, que els resguarda de la humitat i la pluja, tot mantenint la ventilació gràcies al seu sistema d'arcades.
L'origen d'esta construcció popular de la Marina és la protecció de la pansa de les inclemències del temps. La pansa es gira cada dos dies perquè el sol li pegue pels dos costats. Esta operació es pot fer amb les mans, raïm per raïm, o per mitjà d'unes gafes de ferro que uneixen un canyís buit a altre ple de pansa i, una vegada units, se'ls pega la volta. Si el temps és bo, la pansa esta seca en sis o set dies, el que suposa girar el raïm tres voltes.
Els llauradors que tenen molta quantitat de raïm per a la pansa, solien tindre al riurau unes estufes especials a manera d'habitació, adequada per a la col·locació dels canyissos, i així, en cas d'oratge, no hi ha perill que es faça malbé.
Com que el llaurador no desaprofita res, una vegada esta escaldada la fruita, utilitza les brases que queden al forn per torrar albergínes, tomates i pebreres. Amb estos ingredients es confecciona després una mulleranga que adoba amb sal i oli cru i que s'anomena mullador torrat. També era tradicional torrar polp, que era la base d'un dinar on es reunien tots els integrants de la faena.
Quan la pansa esta ben seca, s'amuntega en el sol de la cambra i es col·loca en cabassos de llata per a vendre-la. La venda s'ha de fer ràpidament, car hi ha el perill que la pansa s'ensucre. Tanmateix, si es fa malbé i s'ensucra, es pot aprofitar per a traure alcohol. El transport de la casa al magatzem es fa en carros o amb burros, que van proveïts d'anganells on van col·locats els cabassos.
Podem estudiar aquest procés al Centre d’Interpretació de la Cultura de la Pansa.